# キャサリン・パー
キャサリン・パー（英: Katharine / Catharine Parr, 1512年 - 1548年9月5日）は、イングランド王ヘンリー8世の6番目かつ最後の王妃（1543年結婚、1547年死別）。

## 生涯
16歳でエドワード・ボロと最初の結婚、21歳で第3代ラティマー男爵ジョン・ネヴィルと2度目の結婚をしたものの、いずれの夫も病死している。2番目の夫の死後、ヘンリー8世の3番目の妃だったジェーン・シーモアの兄トマスと交際を始めた。ところが宮廷に出入りするうちに51歳のヘンリーに見初められ、ヘンリーは邪魔なトマスを公務で海外に送るとキャサリンに求婚した。過去に2人の妻との婚姻を無効とし、2人の妻を断頭台に送ったヘンリーの求婚にキャサリンは逡巡するが、結局1543年に31歳で王と結婚した。
王妃となったキャサリンは、当時庶子の身分に落とされていたメアリー（後のメアリー1世）とエリザベス（後のエリザベス1世）の姉妹をすぐに宮廷に呼び戻して王位継承権保持者の地位に戻すことを王に嘆願し、これが1543年の第三王位継承法制定につながった。ヘンリーは少年時代からエラスムスと文通するほどの教養の持ち主だったが、そんなヘンリーと対等に学術談義ができるだけの知性をキャサリンは持っており、特に神学についての造詣が深かった。まだ幼いエドワード（後のエドワード6世）とエリザベスの養育を任されたため、彼らへの教育環境を整えたほか、音楽などの芸術についての関心も導き出し、王の子女たちも優しい継母を敬愛した。キャサリンとは3歳しか年が違わないメアリーは、以前からキャサリンとは親しく、継母となったキャサリンとはカトリックとプロテスタントという宗派の違いを越えた深い信頼で結ばれていた。まだ幼少のエリザベスは、初めての母親らしい存在となったキャサリンに特に懐いたようで、彼女を「大好きなお母様」と呼んだ手紙が残っている。子女たちが王族としての深い教養を身に着けられたのも、聡明な王妃が勉学環境に心を砕いた賜物だった。
晩年のヘンリーは肥満体だった上、怪我が元でできた脚の腫瘍とひどい頭痛に苦しんで寝込むことが多く、激昂すると手の付けられない状態だった。しかしキャサリンは、王の看護を侍医に任せきりにせず自ら率先して熱心に行ったため、ヘンリーの信頼を獲得した。1544年にヘンリーがフランス遠征をした3か月間、キャサリンは国王代理として摂政を任されたが、それは万が一ヘンリーが落命した際にはエドワードが成人するまでの間引き続き彼女が摂政たるべしとするほどのものだった。
キャサリンの知性は、彼女が当時の女性としてはまれに見る読書家だったことに起因するものだったが、彼女はまたイングランド王妃として初めて著書を上梓している。しかしそれが仇となって、宗教改革によりカトリック教会とイングランド国教会の対立が止まなかったこの時代、キャサリンの身にも危険が及んだことが1度だけある。キャサリンが神学への興味からマルティン・ルターによる福音主義の教義を勉強していたことから、カトリック司祭らの怒りを買い、キャサリンが異端者であるという報告がヘンリーにもたらされた。「貴族の女性が聖書を読む際は一人で読むこと。また聖書について討論してはならない」という法律が制定され、何とか危機を回避したかに見えたが、1546年に異端の追及が厳しくなった。宮廷に出入りしていたアン・アスキューという女性が逮捕され、拷問にかけられて同志の名前を明かすよう迫られたものの、結局彼女はキャサリンとの関係について何も述べないまま火刑に処せられた。それでもなお枢密院の調査が進み、王妃逮捕も近いと思われたが、キャサリンはすでに証拠となりうる書物を処分しており、ヘンリーに対して自らの信仰の潔白を説いてゆるされていた。実際にキャサリンに対する逮捕状はすでに書かれており、ヘンリーとの和解を知らない捕吏が彼女のもとへ向かったが、同席していたヘンリーがこれを一喝して追い払い、キャサリンは救われた。
1547年1月28日、ヘンリー8世は55歳で崩御した。ヘンリーは死の直前に遺言し、自身の死後キャサリンは王太后としてではなく以後も引き続き王妃としての格式をもって接遇されること、また破格の年7000ポンドの歳費を生涯にわたって国庫から支給されることなどを定めていた。しかしキャサリンは2月末にエドワード6世の戴冠式を見届けると早々に宮廷を退出し、5月には周囲の動揺と反対を押し切って、かつての恋人・海軍司令長官トマス・シーモアと再婚した。トマスの兄・サマセット公エドワード・シーモアがエドワード6世の護国卿となって宮廷に残り、エリザベスはキャサリンとトマスの元に引き取られた。11月にはキャサリンの妊娠がわかった。4度目の結婚にして初めての妊娠だった。ところが野心家のトマス・シーモアはその頃からエリザベスと急速に親密な関係となり、キャサリンの妊娠中にエリザベスの寝室に出入りしているところを見とがめられるという醜聞に至った。この一件でエリザベスはシーモア家から出ざるを得なくなる。
1548年8月30日に女児が誕生し、メアリーと名づけられた。しかしキャサリンは産褥熱にかかり、9月5日に世を去った。

## 関連作品
映画
- 『ファイアーブランド ヘンリー8世最後の妻』（2023年、イギリス、演：アリシア・ヴィキャンデル）

ミュージカル
- 『SIX』 - 作品の流れを変える重要なキャラクターとして登場する。